# Monument au fantôme
Le Monument au fantôme est une sculpture monumentale de Jean Dubuffet.

## Description
Monument au fantôme est une sculpture monumentale de Jean Dubuffet réalisée en 1983 d'après une maquette de 1969. Haute de dix mètres, elle est faite d'époxy peint au polyuréthane. Elle est placée sur l'Interfirst Plaza, à Houston au Texas.